# Nambaryn Enchbajar
Nambaryn Enchbajar [ˈnɑmbɑʁɨːn ˈɛŋxbɑjɑʁ] (Намбарын Энхбаяр), född 1 juni 1958, är en mongolisk kommunistisk politiker.  Han är Mongoliets president sedan 1 juni 2005. Han var tidigare premiärminister (2000–2004).